# Електрометалургійний завод у Актау
Електрометалургійний завод у Актау – металургійне підприємство на заході Казахстану.
У 2006 році компанія «Caspian Steel» запустила на майданчику заводу електросталеплавильне виробництво річною потужністю 90 тисяч тон. В 2011-му цей показник був збільшений до 180 тисяч тон. Основне обладнання цього виробництва становлять призначені для плавки брухту 8 індукційних печей ємністю по 10 тон та сортова машина безперервного виливу заготовки. 
В 2009-му запустили прокатний стан, який може випускати до 400 тисяч тон будівельної арматури на рік.
Невдовзі реалізація проекту зустрілась зі складнощами і в 2012-му завод зупинили.
В 2018-му роботу підприємства відновила казахсько-азербайджанська компанія «Aktau Steel», яка розраховувала випускати 250 тисяч тон прокату на рік. Втім, вже на початку 2019-го майданчик знову зупинився через суперечку з газопостачальною компанією.